# نیکاوهرا
نیکاوهرا (به لاتین: Nikawehera) یک منطقهٔ مسکونی در سری‌لانکا است که در استان مرکزی (سری‌لانکا) واقع شده‌است.